# Lucas Mazzo
Lucas Mazzo, född 19 maj 1994, är en friidrottare från Brasilien. Han deltog vid olympiska sommarspelen 2020.